# Ледникови наслаги
Ледниковите наслаги или ледникови отлагания са геоложки наслаги, образуването на които генетически е свързано със съвременни или древни планински или континентални ледници. Поделят се на два основни вида: ледникови (глациални или моренни) и флувио-глациални (водно-ледникови).
Глациалните или моренните наслаги възникват по пътя на непосредственото отлагане по дъното, периферията и челото на ледника на разрушен скален материал, пренасян от самия ледник. Тези наслаги са изградени от несортиран скален материал, преди всичко каменни, глинести и конгломератни валуни, по-рядко от грубообработени скали, съдържащи споени пясъчници, чакъл, баластра и др.
Водно-ледниковите (флувио-глациалните) наслаги се образуват вътре или по перифериите на ледника от сортиран и преотложен от стичащите се от ледника води моренен материал. Водно-ледниковите наслаги се поделят на два вида: ледниково-речни наслаги, отложени от стичащите се от ледника води и съдържат косо слоисти пясъци, филц, баластра и др.; и езерно-ледникови (лимно-глациални) наслаги отложени вътре в ледника и в приледниковите езерни водоеми и съдържат предимно лентъчни глини. Всичките типове ледникови наслаги образуват сложни съчетания от ледникови комплекси или ледникови формации. Ледниковите наслаги са особено характерни за най-младия антропогенен период, по време на който се образуват обширни континентални ледници покриващи огромни площи в пределите на съвременните умерени пояси. Сред наслагите от горния палеозой, ордовишката система и докамбрия също се откриват древни ледникови наслаги, които обичайно са силно уплътнени, циментирани, а понякога и метаморфозирани (т.н. тилити).